# ژانگ لانکسین
ژانگ لانکسین (به انگلیسی: Zhang Lanxin) (زاده ۲۱ ژوئن ۱۹۸۶) بازیگر چینی است.
از فیلم‌های معروف او می‌توان به بازی در فیلم زودیاک چینی و من کی هستم ۲۰۱۵ اشاره کرد.